# Iglesia de Santa Teresa de Jesús (João Pessoa)

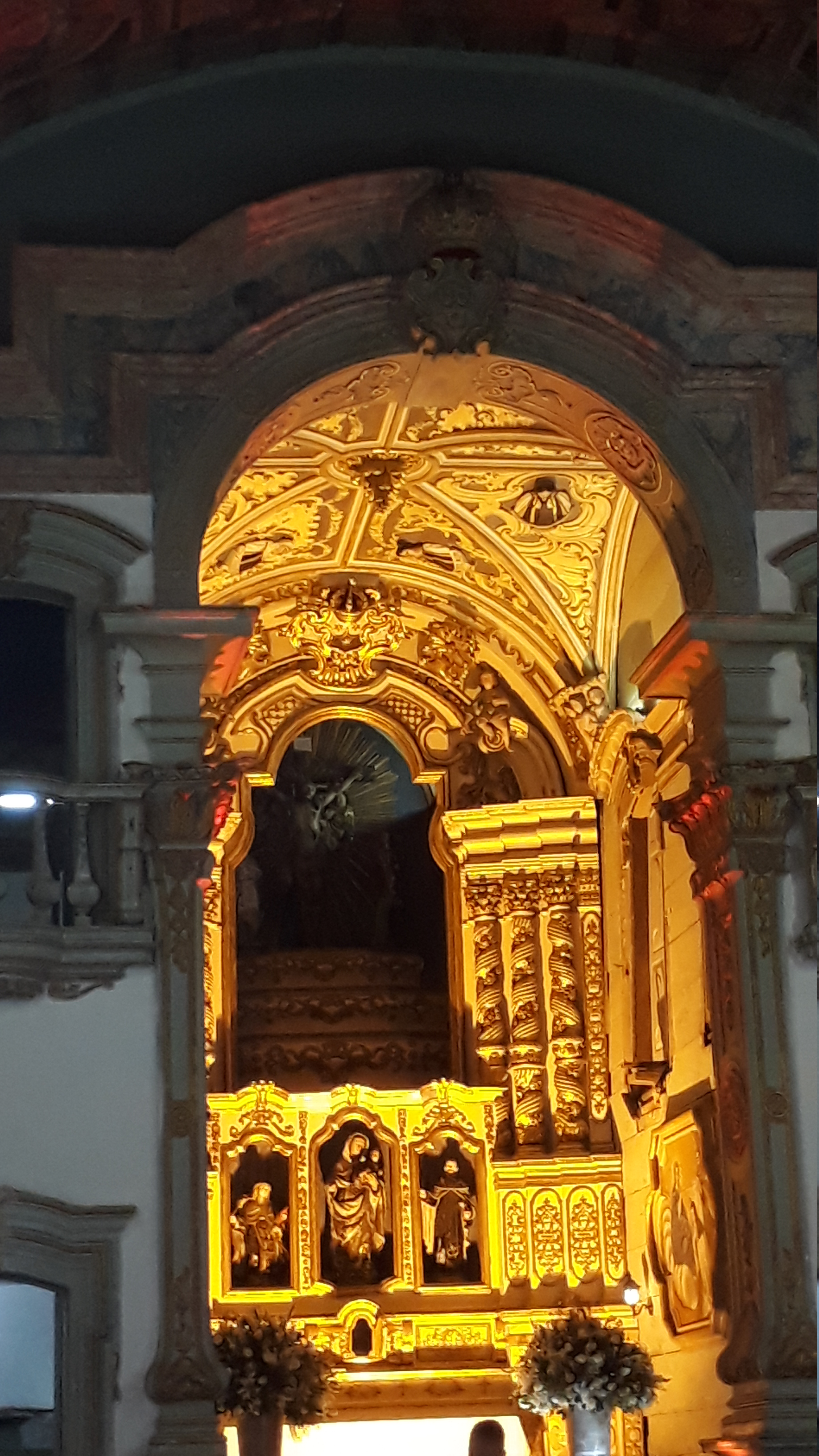
Capilla Dorada de la Iglesia de Santa Teresa de Jesús de la Orden Tercera del Carmen en João Pessoa.

La Iglesia de Santa Teresa de Jesús de la Orden Tercera del Carmen, está ubicada en la Ciudad Brasileña de João Pessoa, Capital del Estado de Paraíba. Vale Ressaltar, que es anexa a la Iglesia de Nuestra Señora del Carmen. que difieren de ésta por tener proporciones menores y riqueza de detalles.Concluida en el siglo XVIII por el Fray Manuel de Santa Teresa.

## Historia
Los carmelitas construyeron la Capilla de Santa Teresa de Jesús de la Orden Tercera del Carmen, que data del siglo XVIII y fue concluida en 1777 por fray Manuel de Santa Tereza. Edificada anexa a la iglesia de Nuestra Señora del Carmen, se destaca por la riqueza artística de su interior. Aún hoy es utilizada para culto religioso católico y es lugar de funcionamiento de la Orden Tercera de los Carmelitas
.

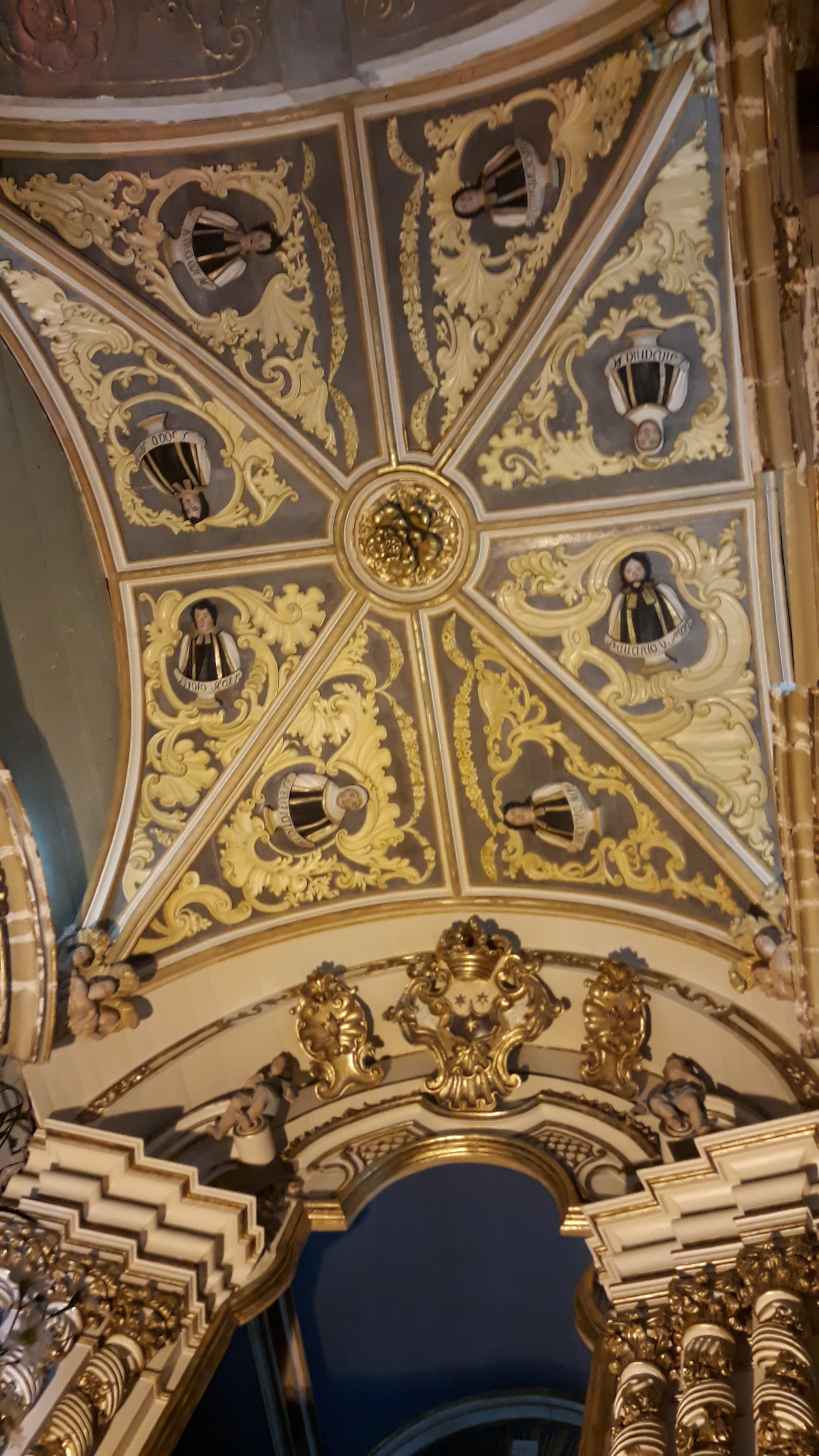
Techo del Altar-Mor de la Capilla de la Iglesia de Santa Teresa de Jesús de la Orden Tercera del Carmen, en João Pessoa.

La capilla de la Iglesia, presenta una particularidad en cuanto a su plan, que es diferente al de las demás de las órdenes: los cuatro cantos de la nave son biselados, lo que le confiere la forma octogonal. Las tallas de la capilla mayor se ejecutan bien y casi todas cubiertas de oro. Las columnas de los helicópteros con hojas estilizadas de acce obedecen al estilo de la iglesia principal de la Orden Carmelita. El forro del techo es en bóveda ogival, contando episodios de la vida y muerte de la gran reformadora del Carmen. En el centro se abre una gigantesca rosa de pétalos dorados, de donde salen diversos rayos que se dividen en triángulos, en medio de los cuales resaltan bustos de santos del orden embutidos en la madera. La sacristía tiene cómoda de jacarandá con un nicho abierto flanqueado de ornatos; dos armarios laterales divididos en escamosos con portinholas (de gran valor artístico) y pila de piedra tallada, instalada en un compartimiento especial.
La Iglesia de Santa Teresa de Jesús de la Orden Tercera del Carmen fue Tombada por el Instituto del Patrimonio Histórico Artístico Nacional (IPHAN) desde el 22 de julio de 1938.